# Rosenbergia megalocephala
Rosenbergia megalocephala är en skalbaggsart som beskrevs av Max Poll 1886. Rosenbergia megalocephala ingår i släktet Rosenbergia och familjen långhorningar. Inga underarter finns listade i Catalogue of Life.